# Ann Rosendahl
Ann Janeth Margareta Rosendahl (née Torstensson le 20 juillet 1959 à Örebro) est une ancienne fondeuse suédoise.